# 2000 في إسبانيا
فيما يلي قوائم الأحداث التي وقعت خلال عام 2000 في إسبانيا.

## سياسة

### تعيين في المنصب
- 22 مارس – كارمي تشاكون عضو مجلس النواب الإسباني  [لغات أخرى]‏.
- 23 مارس – رودريجو راتو عضو مجلس النواب الإسباني  [لغات أخرى]‏.
- 24 مارس – ألفريدو بيريث روبالكابا عضو مجلس النواب الإسباني  [لغات أخرى]‏.
- 27 مارس – خوسيه ماريا أثنار عضو مجلس النواب الإسباني  [لغات أخرى]‏.
- 29 مارس – خوسيه لويس ثباتيرو عضو مجلس النواب الإسباني  [لغات أخرى]‏.
- 29 مارس – فيليبي غونثاليث عضو مجلس النواب الإسباني  [لغات أخرى]‏.
- 3 أبريل – ماريانو راخوي عضو مجلس النواب الإسباني  [لغات أخرى]‏،وزير الرئاسة  [لغات أخرى]‏.

### انتهاء فترة المنصب
- 5 أبريل – ألفريدو بيريث روبالكابا عضو مجلس النواب الإسباني  [لغات أخرى]‏.
- 5 أبريل – خوسيه لويس ثباتيرو عضو مجلس النواب الإسباني  [لغات أخرى]‏.
- 5 أبريل – خوسيه ماريا أثنار عضو مجلس النواب الإسباني  [لغات أخرى]‏.
- 5 أبريل – رودريجو راتو عضو مجلس النواب الإسباني  [لغات أخرى]‏.
- 5 أبريل – فيليبي غونثاليث عضو مجلس النواب الإسباني  [لغات أخرى]‏.
- 5 أبريل – ماريانو راخوي عضو مجلس النواب الإسباني  [لغات أخرى]‏،Minister of Education and Culture ‏.

## رياضة
- 1 يناير – جائزة كتالونيا الكبرى للدراجات النارية 2000
- 1 يناير – طواف إسبانيا 2000

## أفلام
من الأفلام التي صدرت هذه السنة في إسبانيا:
- 1 يناير – وحش مثير من إخراج جوناثان غلازر.
- 17 مايو – راقصة في الظلام من إخراج لارس فون ترايير.

## برامج ومسلسلات وأنمي
- قلب المدينة
- هوسبيتال سنترال

## وفيات

### يناير
- 1 يناير – جوليان بلاسيوش (مواليد 1880) لاعب كرة قدم إسباني.
- 2 يناير – الأميرة ماريا مرسيديس دي الصقليتين (مواليد 1910)

### فبراير
- 11 فبراير – برناردو كابو (مواليد 1919) درّاج طريق إسباني.
- 21 فبراير – أنطونيو دياز ميغيل (مواليد 1933) لاعب كرة سلة إسباني.

### أبريل
- 28 أبريل – أنطونيو بويرو باييخو (مواليد 1916) كاتب مسرحي إسباني.

### يوليو
- 22 يوليو – كارمن مارتين جايتي (مواليد 1925) كاتبة إسبانية.

### سبتمبر
- 2 سبتمبر – فيثنتي أسينسي (مواليد 1919) لاعب كرة قدم إسباني.